# Світанок (пісня)
«Світанок» (англ. Sunrise) — пісня Руслани з її дебютного альбому «Мить весни. Дзвінкий вітер». Композитором пісні є сама Руслана в співаторстві з чоловіком і продюсером Олександром Ксенофонтовим. Слова написав Олександр Ксенофонтов.
Пісня була записана за один день і вперше прозвучала на фестивалі «Таврійські ігри». Відтоді «Світанок» став «візитівкою» Руслани на довгий час.

## Кліп
Зйомки кліпу проходили 4 травня 1998 року на вулицях Львова, їх проводила донецька компанія «Б. І. Т. А.». Режисер — М. Михайлов.
Випуск кліпу виявився дорогим — проект у декілька разів дорожчий, ніж попередній мультиплікаційний кліп співачки «Балада про принцесу».
Виробництво тривало півтора місяця і для нього була задіяна лише кінотехніка, тому Руслана назвала свій музичний продукт кінокліпом.
Кліп «Світанок» — це 4-хвилинний художній фільм, до якого увійшли і нічні вулиці Львова, і найскладніші режимні зйомки в Карпатах, коли треба було «зловити» світанок і сонце на висоті 1 500 метрів, в одній із наймальовничіших місцевостей Карпат в Закарпатській області над Раховом, поблизу кордону з Румунією, в Синьогір'ї (назва через сині гори, вкриті густими лісами) в самому географічному центрі Європи, коли сонце сходило їз –за найвищої гори Українських Карпат — Говерли. Дивлячись на неї, Руслана співала «Де він мій день, де мій світанок, де сонце зійде…».
Щодня впродовж двох тижнів у Карпатах, сонце вставало трохи раніше. Можливо, трохи за швидко, ніж того хотів оператор Сергій Тимофєєв.
|                            | Для мене це була не історія, а сон. Бо сам матеріал підказував те, що перед світанком мусить бути ніч. Без ночі нема світанку. Знаю, що Руслана і Сашко дещо по-іншому сприймали “Світанок”. Коли я їм розповів про свій задум, він значно відрізнявся від їхнього, але очевидно, не суперечив, і ми спільно погодилися на мій варіант і співпрацю. |
| — Микола Михайлов, режисер | |

|                             | За 27 років своєї роботи в кіно я вперше зустрічаюсь з такою співачкою. Руслана сама допомагала – вона вся світилась і нашим завданням було тільки втілити це світло. Самі зйомки було провадити не так легко. Треба було ловити схід сонця. А воно сходило дуже швидко, і для цього ми провели два тижні в Карпатах. У Львові заважала погода, лив дощ, коли ми знімали вірменський дворик, площу Ринок. Словом, зичайні труднощі виробничого процесу. Я досить давно працюю в кіно, але кожен раз хвилююся, коли плівку здаю на проявку, бо кіно - справа темна. Тут ніколи не можна бути впевненому до кінця. І я тримчу поки не побачу як з проявочної машини вийде останній кадр. Все це тому, що відчуваю велику відповідальність за всіх: я фіксую працю великого колективу. |
| — Сергій Тимофєєв, оператор | |

## Цікаві факти про кліп
Кліп за технічними параметрами був відзнятий так само як і знаменитий голівудський «Титанік» у системі Dolby surround. На момент зйомки і прем'єри вищої якості по звуку і по зображенню не існувало. Таким чином кліп виявився найпершим в Україні кінокліпом такого рівня. На презентації відео, яка відбувалася 25 червня 1998-го року у «Будинку кіно», навіть не виявилось необхідної техніки, щоби це продемонструвати у залі.